# Вейн Макі
Вейн Макі (англ. Wayne Maki, нар. 20 листопада 1944, Су-Сент-Марі — пом. 12 травня 1974, Су-Сент-Марі) — канадський хокеїст, що грав на позиції крайнього нападника. Молодший брат Чико Макі. Помер від раку мозку.

## Ігрова кар'єра
Професійну хокейну кар'єру розпочав 1965 року.
Протягом професійної клубної ігрової кар'єри, що тривала 9 років, захищав кольори команд «Чикаго Блек Гокс», «Сент-Луїс Блюз» та «Ванкувер Канакс».
21 вересня 1969 під час матчу з «Бостон Брюїнс» наніс у бійці ключкою черепно-мозкову травму захиснику «Брюїнс» Теду Гріну. Після цього випадку його відправили до клубу АХЛ «Баффало Бізонс», а журналісти цей епізод визнали одним із найбільш жорстоких нападів в історії ліги.

## Нагороди та досягнення
- Володар Кубка Колдера в складі «Баффало Бізонс» — 1970.

## Статистика
| Сезон        | Клуб                      | Ліга         | Регулярний сезон | Регулярний сезон | Регулярний сезон | Регулярний сезон | Регулярний сезон | Плей-оф | Плей-оф | Плей-оф | Плей-оф | Плей-оф |
| Сезон        | Клуб                      | Ліга         | І                | Г                | П                | О                | ШХ               | І       | Г       | П       | О       | ШХ      |
| ------------ | ------------------------- | ------------ | ---------------- | ---------------- | ---------------- | ---------------- | ---------------- | ------- | ------- | ------- | ------- | ------- |
| 1963-1964    | «Су-Сен-Марі Грейгаундс»  | ПОЮХЛ        | 36               | 43               | 31               | 74               | 44               | -       | -       | -       | -       | -       |
| 1964-1965    | «Сент-Катарінс Блек Гокс» | ОХЛ          | 56               | 29               | 48               | 77               | 0                | -       | -       | -       | -       | -       |
| 1964-1965    | «Сент-Луїс Брейвс»        | ЦПХЛ         | 3                | 0                | 0                | 0                | 4                | -       | -       | -       | -       | -       |
| 1965-1966    | «Сент-Луїс Брейвс»        | ЦПХЛ         | 69               | 25               | 26               | 51               | 46               | 2       | 0       | 1       | 1       | 13      |
| 1966-1967    | «Сент-Луїс Брейвс»        | ЦПХЛ         | 67               | 31               | 28               | 59               | 69               | -       | -       | -       | -       | -       |
| 1967-1968    | «Даллас Блек Гокс»        | ЦПХЛ         | 12               | 5                | 7                | 12               | 14               | 5       | 2       | 1       | 3       | 17      |
| 1967-1968    | «Чикаго Блек Гокс»        | НХЛ          | 49               | 5                | 5                | 10               | 32               | 2       | 1       | 0       | 1       | 2       |
| 1968-1969    | «Даллас Блек Гокс»        | ЦПХЛ         | 50               | 25               | 24               | 49               | 74               | 11      | 7       | 7       | 14      | 37      |
| 1968-1969    | «Чикаго Блек Гокс»        | НХЛ          | 1                | 0                | 0                | 0                | 0                | -       | -       | -       | -       | -       |
| 1969-1970    | «Сент-Луїс Блюз»          | НХЛ          | 16               | 2                | 1                | 3                | 4                | -       | -       | -       | -       | -       |
| 1969-1970    | «Баффало Бізонс»          | АХЛ          | 39               | 13               | 20               | 33               | 72               | 14      | 4       | 4       | 8       | 61      |
| 1970-1971    | «Ванкувер Канакс»         | НХЛ          | 78               | 25               | 38               | 63               | 99               | -       | -       | -       | -       | -       |
| 1971-1972    | «Ванкувер Канакс»         | НХЛ          | 76               | 22               | 25               | 47               | 43               | -       | -       | -       | -       | -       |
| 1972-1973    | «Ванкувер Канакс»         | НХЛ          | 26               | 3                | 10               | 13               | 6                | -       | -       | -       | -       | -       |
| Усього в НХЛ | Усього в НХЛ              | Усього в НХЛ | 246              | 57               | 79               | 136              | 184              | 2       | 1       | 0       | 1       | 2       |